# Oberehrendingen
Oberehrendingen ist ein Dorf im Schweizer Kanton Aargau. Es gehört zur Gemeinde Ehrendingen im Bezirk Baden, liegt drei Kilometer nordöstlich des Bezirkshauptorts und war ab 1825 eine eigenständige politische Gemeinde, bis zur Fusion mit Unterehrendingen am 1. Januar 2006.

## Geographie
Das Dorf liegt in einem Geländeeinschnitt am Nordfuss der Lägern. Der ungefähr in Süd-Nord-Richtung verlaufende Einschnitt beginnt am Höhtal, dem 500 Meter hohen Übergang ins Limmattal, und erstreckt sich bis zum Surbtal. Die Bebauung ist mit derjenigen von Unterehrendingen nahtlos zusammengewachsen und folgt dem Gipsbach (oder Dorfbach), der an der Lägern entspringt. In Richtung Westen erstrecken sich die Ausläufer des Siggenbergs. Die Fläche der ehemaligen Gemeinde betrug 398 Hektaren.

## Geschichte

Luftbild (1956)

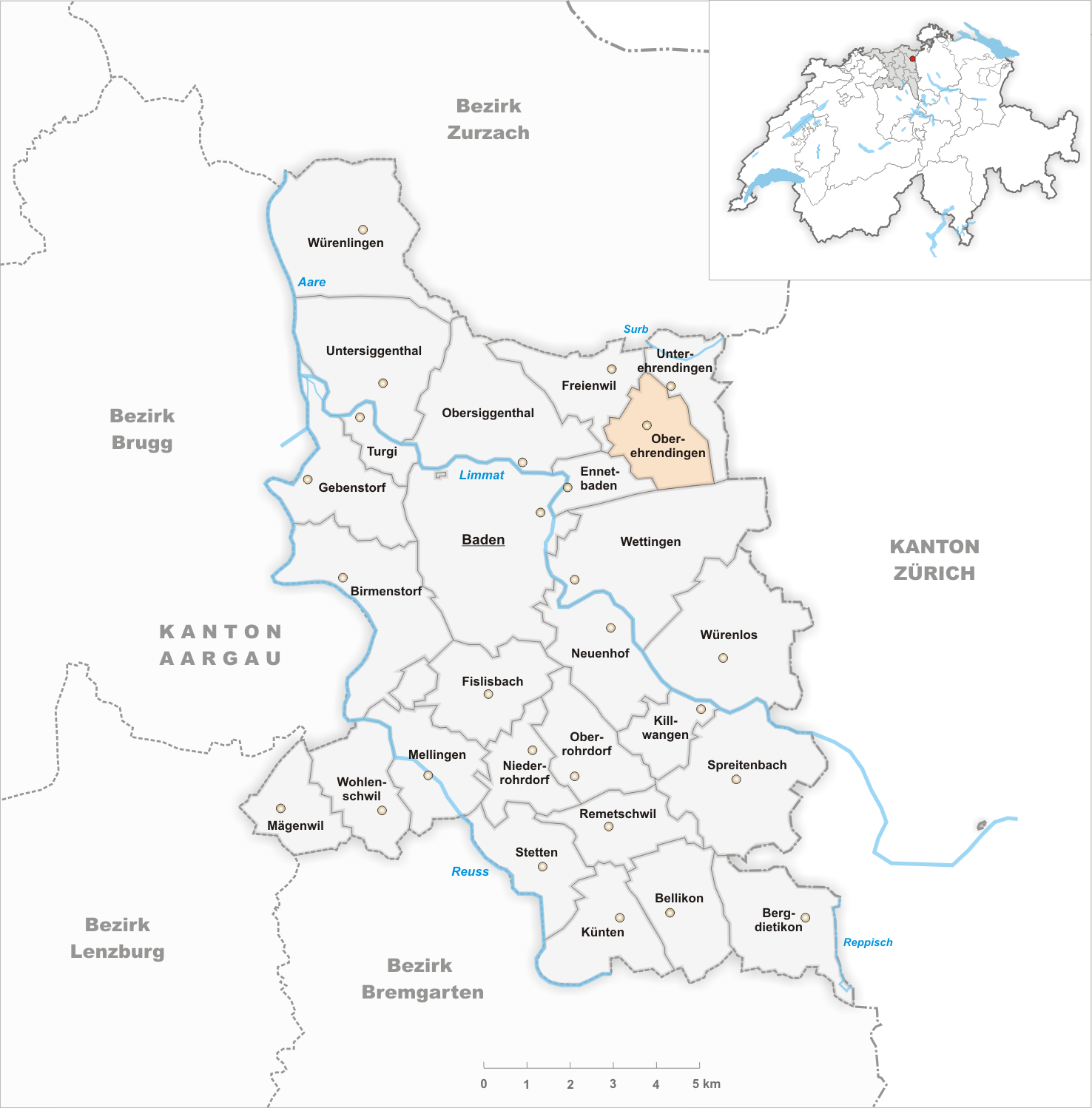
Gemeindestand vor der Fusion am 1. Januar 2006

Einzelne Funde beweisen, dass die Gegend nördlich der Lägern bereits während der Jungsteinzeit und der Bronzezeit besiedelt gewesen war. Erstmals urkundlich erwähnt wurde das Dorf 1040 als Aradingin. Der Name ist alemannischen Ursprungs und bedeutet «bei den Leuten des Arinrat». Im 11. Jahrhundert erwarb das Kloster Einsiedeln grossen Grundbesitz. Das Kloster Elchingen bei Ulm tauschte 1150 seine Besitztümer mit dem Kloster Sankt Blasien. Landesherren waren die Habsburger.
1415 eroberten die Eidgenossen den Aargau. Ehrendingen war fortan der Hauptort des gleichnamigen Amtsbezirks in der Grafschaft Baden, einer gemeinen Herrschaft. Sowohl die niedere Gerichtsbarkeit wie auch die Blutgerichtsbarkeit wurden durch den Landvogt in Baden ausgeübt. Im März 1798 nahmen die Franzosen die Schweiz ein und riefen die Helvetische Republik aus. Ehrendingen war zunächst eine Gemeinde im kurzlebigen Kanton Baden; ab 1803 gehörte sie zum Kanton Aargau. 1821 wütete ein Dorfbrand und zerstörte zahlreiche Häuser.
1825 wurde Ehrendingen in die beiden selbständigen Gemeinden Ober- und Unterehrendingen aufgeteilt. Von 1892 bis 1902 beschäftigte die Zementfabrik Lägern bis zu 400 Arbeiter. Bis 1950 wuchs die Einwohnerzahl nur leicht an. Doch dann setzte, bedingt durch die Nähe zu Baden und Zürich, eine verstärkte Bautätigkeit ein. Die Einwohnerzahl verdoppelte sich, das Dorf wurde zu einer beliebten Wohngemeinde und wuchs mit dem benachbarten Unterehrendingen zusammen. Ober- und Unterehrendingen entwickelten allmählich eine gemeinsame Identität und beschlossen 2003 die Wiedervereinigung. Am 1. Januar 2006 entstand nach einer Unterbrechung von 181 Jahren wieder die Gemeinde Ehrendingen.

## Wappen
Die Blasonierung des ehemaligen Gemeindewappens lautet: «In Blau auf grünem Hügel schreitender gelber Hirsch.» Das Gemeindesiegel von 1872, das erste mit einer Wappenabbildung, zeigte einen stehenden Hirsch, jedoch in ungewohnter Rechtsstellung (heraldisch links). 1915 wurde der Hirsch in die übliche Position gekehrt. Das Wappentier erinnert an das Kloster Sankt Blasien.

## Bevölkerung
Bevölkerungsentwicklung:
| Jahr      | 1844 | 1900 | 1930 | 1950 | 1960 | 1970 | 1980 | 1990 | 2000 |
| Einwohner | 518  | 657  | 810  | 884  | 1193 | 1497 | 1489 | 1597 | 1767 |

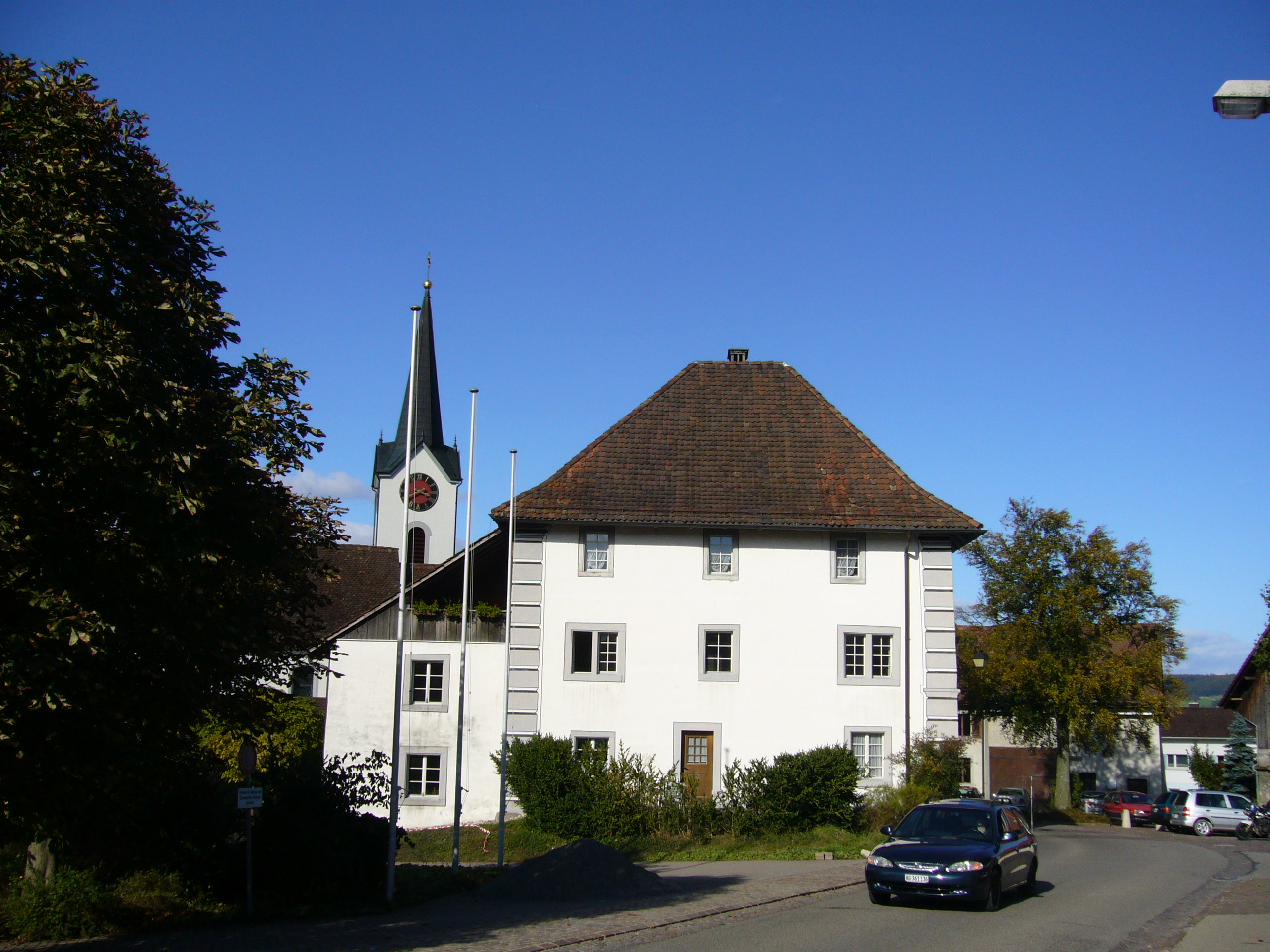
Vogthaus und Kirche

Am 31. Dezember 2004, ein Jahr vor der Fusion, lebten 2018 Menschen in Oberehrendingen, der Ausländeranteil betrug 13,1 %. Bei der Volkszählung 2000 waren 55,7 % römisch-katholisch, 28,9 % reformiert und 2,2 % moslemisch; 1,6 % gehörten anderen Glaubensrichtungen an. 91,6 % bezeichneten Deutsch als ihre Hauptsprache, 1,6 % Italienisch, 1,1 % Albanisch, 1,0 % Englisch, 0,8 % Französisch.

## Verkehr
Oberehrendingen liegt an der Kantonsstrasse 279 zwischen Baden und dem Surbtal; die Kantonsstrasse 478 führt nach Freienwil. Das Dorf wird durch drei Postautolinien erschlossen, die vom Bahnhof Baden nach Endingen, Kaiserstuhl und Tegerfelden führen. Der Bahnhof in der Nachbargemeinde Niederweningen ist Endstation einer Linie der S-Bahn Zürich. An Wochenenden verkehrt ein Nachtbus von Baden über Oberehrendingen und Klingnau nach Bad Zurzach.